# アンヌ・リュイリエ
アンヌ・ジュヌヴィエーヴ・リュイリエ（Anne Geneviève L'Huillier、1958年8月16日 - ）は、フランス出身でスウェーデンの物理学者。スウェーデンのルンド大学の原子物理学の教授を務める。
原子レベルでの化学反応を理解するために使用される、電子の運動をリアルタイムで研究するアト秒物理学グループを率いる。彼女の実験的及び理論的研究は、アト秒における化学(attochemistry)の分野の基礎を築いたと考えられている。2003年、彼女とそのグループは、170アト秒という記録で、最短レーザパルスの世界記録を更新した。

## 来歴
パリ生まれ。1986年にピエール・マリー＝キュリー大学から実験物理学のPh.D.を取得した後、サクレー研究所に所属した。チャルマース工科大学や南カリフォルニア大学、ローレンスリバモア国立研究所で博士研究員となった。1994 年にはスウェーデンに移り、1997年にルンド大学教授に就任。2004年にスウェーデン王立科学アカデミーの会員となり、2007年から2015年までノーベル物理学賞の選考委員を務めた。
2022年にウルフ賞物理学部門を受賞した。2023年にノーベル物理学賞を受賞した。